# Veddum
Veddum er en by i det østlige Himmerland med 343 indbyggere  (2024), beliggende 3 km nordvest for Skelund, 9 km nordøst for Hadsund og 11 km sydøst for Terndrup. Byen hører til Mariagerfjord Kommune og er beliggende i Region Nordjylland. Veddum ligger ikke ved alfarvej og er derfor ikke kendt af mange uden for lokalområdet.
Veddum ligger i Skelund Sogn. Skelund Kirke ligger i den nordvestlige udkant af Skelund, altså i den ende af byen, der er nærmest ved Veddum.

## Historie
Området ved Veddum har været beboet helt fra ældre stenalder, idet Nationalmuseet og Aalborg Historiske Museum har lokaliseret 15 steder i området fra Veddum Hylt over Veddum by til Veddum Vorn og gennem fundene tidsfæstet livet i Veddum til denne periode. 
En del af Veddums befolkning stammer måske fra perioden, hvor kimbrerne udvandrede fra Himmerland ned gennem Europa for at ende med at blive bekæmpet af romerne. I den forbindelse blev de ældre tilbageværende spredt over hele Himmerland. Forskerne har dog endnu ikke endelige beviser for denne påstand..
Der findes ingen præcis angivelse af, hvornår Veddum er opstået som landsby, men bynavn og tilblivelse hænger sandsynligvis sammen. De første skriftlige kilder, hvor Veddum nævnes er fra år 1436 , og i 1682 var der 14 gårde i byen. Man må gå ud fra, at landsbyen på daværende tidspunkt havde fået sin firkantede form og indretning og dermed var blevet en forteklyngeby.
Omkring 100 år senere, hvor udskiftningen påbegyndtes, var Veddum blevet en af de største forteklyngebyer med 34 selvejergårde, 32 fæstegårde, 16 boelssteder og en del jordløse huse.
Under udflytningen i forlængelse af udskiftningen flyttede mange gårde væk fra byen, og i den følgende periode fortsatte denne udvikling, så der i 1950 kun var 11 – 12 landbrug tilbage inden for bygrænsen. Udflytningen er blevet afsluttet i løbet af de seneste år, hvor Hadsund Kommune opkøbte de sidste landbrug for at inddrage byen i byzone.

### Etymologi
Veddum, Wed-Heim, stednavnet, som egentlig nævnes først i formen Widum, skal have dækket over "hjemmet i skoven". Bynavnet dateres tilbage til folkevandringstiden i århundrederne før vor tidsregnings begyndelse.

## Geografi
Veddum er beliggende landligt i den sydøstlige del af Himmerland. Afstanden til stranden ved Kattegat ved nabobyen Øster Hurup er 8 kilometer. Byens centrum omkring den gamle forte er beliggende ca. 17 meter over havets overflade.

### Natur
I ældre tid var Veddum en stor storkeby, idet man talte 135 ynglende par i byen i 1880. Dette tal aftog dog hurtigt efter 1912, da man indledte afvanding og dræning af området. Da kolonien var på sit højeste, var det ikke ualmindeligt at se gårde med op til 5 storkereder,  samt reder i enkelte trætoppe. I nutiden findes der ikke længere ynglende storke i byen.
Veddum er desuden kendetegnet ved sine mange kirsebærtræer, der vokser overalt i byen. Tidligere var der flere, end der er i dag, men der er i de senere år gjort en lokalindsats for at øge antallet igen. 

## Infrastruktur
Byen betjenes med offentlig transport af Nordjyllands Trafikselskabs bus nr. 458, der kører på skoledage mellem Ø. Hurup og Hadsund. Der ud over kan anvendes flextur.
Veddum var tidligere trinbræt og dernæst en station (Veddum Station)  på Aalborg-Hadsund Jernbane (Hadsundbanen), som var i drift fra 1900 til 1969.  På den nedlagte jernbane er der lavet cykelsti gennem byen, og via denne er der kun et par kilometer ud til skoven. Der er også mulighed for en længere tur til f.eks. Kongerslev eller Lille Vildmose.
Byen får fjernvarme fra et naturgasfyret kraftvarmeværk, som er fælles for Skelund, Veddum og Visborg.
Som led i byforskønnelse er der de seneste år blevet foretaget en del nyanlæg: I 2008 blev et nyt springvand indviet, og i 2009 blev der opsat byporte ved de fire indfaldsveje ligesom en gammel branddam forvandledes til et grønt anlæg i byens midte.  I 1912 fik byen et fælles torv foran Brugsen, som borgene samles til fælles hygge.

### Bygninger
En fjerdedel af husene er fra før år 1900. En del af de gamle huse er tidligere stuehuse fra de landbrug, som blev flyttet ud af byen. Knap halvdelen af husene er bygget i stationsbyperioden fra 1900 til 1950, mens resten er nyere. 
Fra 2006 til 2015 er 20 huse i Veddum midtby er væltet. De fleste med hjælp fra indsatspuljen til nedrivning eller renovering af faldefærdige bygninger i landdistrikter. Frivillige slår græs på de tomterne, så de fremstår som små grønne områder i midtbyen.
Den gamle skolebygning anvendes nu til en privat børnehave  og lokalhistorisk arkiv. Tidligere rummede den også et bibliotek. Andre særlige bygninger er et klubhus, husflidsskole (som anvendes til motionsklub), Veddum Sal (forsamlingshus) og et kraftvarmeværk.

## Demografi
Omkring år 1900 var byen en aktiv handelsby med knap 800 indbyggere. I 1976 var indbyggertallet faldet til 380, men steg dog til 486 i 2006, hvor der boede mange børnefamilier i byen. Siden er indbyggertallet igen faldet i takt med at de dårligste huse er fjernet.

### Indbyggertal
| År   | Antal indbyggere |
| ---- | ---------------- |
| 1976 | 380              |
| 1981 | 400              |
| 1986 | 420              |
| 1991 | 405              |
| 1997 | 415              |
| 2006 | 486              |
| 2010 | 462              |
| 2015 | 354              |
| 2020 | 341              |

## Økonomi og erhverv
Veddum er primært et landbrugsområde, og landbrug er som følge heraf traditionelt det vigtigste erhverv. Den største arbejdsplads i byen var dog et vaskeri , som lå i det gamle mejeris bygninger, der blev bygget i 1915. Bygningerne brændte og vaskeriet lukkede i februar 2024. Desuden findes både lokale tømrere og smede. I Veddum lå en dagligvareforretning, Brugsen, der ejedes af Veddum brugsforening, som blev stiftet i 1905.  Brugsen er lukket i december 2024.
En lokal sparekasse blev stiftet i 1870 og havde til huse i en af gårdene. Den gav støtte til lokallivet gennem sit lange virke.  Sparekassen blev i 1970 en afdeling af Hadsund Sparekasse og lukkede i 1989. 
Turisme er ikke udbredt i Veddum, dog kommer en del cyklister ad Banestien Hadsund - Gistrup. Ved stien er en shelterplads under Naturstyrelsens ordning primitive overnatningssteder. 

## Social- og sundhedsvæsen
Når der er behov for skadestue eller sygehus i Veddum, tager man som regel til Hobro eller Aalborg (transport tid ca. 45 minutter til begge byer). En læge findes i nabobyen Skelund Regionsklinik Skelund.  En fælles idrætshal ligger også i Skelund. Tidligere fandtes fra 1919 til 1970 en lokal skole i Veddum.  Disse to byer udgør altså et lokalcenter for området.
Folkeskole findes i Als og videregående skolegang foregår i Hobro eller Aalborg.

## Kultur

### Sport og fritid
I Veddum findes der en idrætsforening, Veddum IF, der udbyder fodbold. Tidligere var den også ramme om anden sport som gymnastik, og foreningen blev officielt stiftet i 1929. Inden da blev idrætten organiseret af Veddum Skytte- og Gymnastikforening fra 1886.  Af andre sportslige aktiviteter i byen kan nævnes den årlige ringridning, der i 2009 blev afholdt for tiende gang, ligesom der hvert år i august afholdes en sportsuge. Et andet årligt tilbagevende arrangement er Majbøg, hvor en majstang opføres. Andre traditionelle aktiviteter i byen tæller høstfest, juletræ og fastelavn. For børnene er der ungdoms- og juniorklub, mens der for de ældre er fællesspisning og omsorgsklub.
Thor motion og samvær tilbyder MTB, cykelture, traveture, cirkeltræning, motionscenter og lignende aktivt og hyggeligt samvær.

### Foreningsliv
Veddum er kendetegnet af et meget aktivt foreningsliv: Amatørteater, madlavning for mænd og lokalhistorie er blot nogle eksempler.
Veddum Sal er et tidligt eksempel på frivillige foreningskræfter i byen. Denne er byens forsamlingshus og blev bygget i 1883-84 af materialer fra en bygning i Aalborg, som man købte og rev ned til formålet. Bygningen, der var Østhimmerlands første forsamlingshus, blev drevet og opført af en lokal afholdsforening stiftet i 1880.  I denne afholdes der flæskespil hver torsdag, præmiewhist foruden årstidens fester, loppemarked med videre.
Veddum påvirkes som andre småbyer ofte af centraliseringstendenser og må klare sig uden skole, bibliotek osv. Omvendt har det skabt et landsbyfællesskab at skulle gøre tingene selv og ikke bare vente på hjælp fra det offentlige. Veddum landsbylaug prøver at koordinere de mange fælles aktiviteter for byen, som flagallé, hjemmeside, aktivitetskalender, overnatningsplads, byforskønnelse, bosætning, plante træer, samt give mod- og medspil til den kommunale planlægning.
På trods af lokale protester og underskriftsindsamlinger blev den lokale biblioteksfilial under Mariagerfjord Bibliotek lukket i 2006.  Herefter drev landsbylauget et privat bibliotek til 2010. Det blev lukket, fordi lånernes interesse svandt ind, uden materialer fra kommunebiblioteket. 